# 281459 Кириленко
281459 Кириленко (281459 Kyrylenko) — астероїд головного поясу, відкритий 27 вересня 2008 року в Андрушівці.
Відповідно до стандартної зоряної величини 18,0, діаметр астероїда оцінюється у 670–1500 м (за умови, що його альбедо лежить у межах 5–25%).